# 湘南白百合学園中学・高等学校
湘南白百合学園中学・高等学校（しょうなんしらゆりがくえんちゅうがく・こうとうがっこう）は、神奈川県藤沢市片瀬目白山に所在し、小中高一貫教育を提供する私立学校女子中学校・高等学校。

## 概要
シャルトル聖パウロ修道女会により1936年（昭和11年）に設立された乃木幼稚園（現在の湘南白百合学園幼稚園）を前身とし、1938年（昭和13年）、乃木高等女学校開校、現在の湘南白百合学園中学・高等学校となる。
1979年（昭和54年）に現在地の片瀬目白山に移転する。江の島と相模湾、富士山までを一望できる片瀬山の高台に、深い自然の緑に囲まれた教育環境を形成している。

## 沿革
（沿革節の主要な出典は公式サイト）
- 1936年（昭和11年） - 片瀬乃木幼稚園設置認可
- 1937年（昭和12年） - 片瀬乃木小学校設置認可
- 1938年（昭和13年） - 前身の乃木高等女学校開校
- 1946年（昭和21年） - 湘南白百合高等女学校に改称
- 1947年（昭和22年） - 湘南白百合学園中学校開校、高等女学校を湘南白百合学園高等女学校に改称
- 1948年（昭和23年） - 高等学校を湘南白百合学園高等学校に改称
- 1979年（昭和54年） - 現在地に移転

### 歴史
篤信なカトリック者として公私ともに著名な山本信次郎のあっせんと後援とにより、時の日本管区長メール・アンジュ・マリアが1936年（昭和11年）9月13日、湘南片瀬に土地を購入し、修道院と幼稚園とを創設した。
1938年（昭和13年）「乃木高等女学校」の設置認可が与えられ、スール・ジョゼフィン・ドュ・サクレ・キュールを校長として学校教育への参画を果たす。
1942年（昭和17年）、乃木高等女学校にほど近い庭園付日本家屋の別荘が一修道女の家族から付属家屋とともに寄贈され、これを寄宿舎にあて、生徒の便宜を図った。後にナザレトと称されるこの寄宿舎は、年老いたスール（修道女）たちが使徒的活動の前線から引退して、祈りと犠牲とによる聖職に余生を過ごす休息の家の土台となった。

## 宗教教育
カトリックのミッションスクールであり、毎日の朝礼時の他、入学式や卒業式、6月の音楽コンクールや学園記念ミサ、11月の修養会、12月のクリスマスミサ、3月の卒業ミサではお祈りをしたり聖歌を歌ったりする。「マリアホール」「ステラマリス」「アンジェル」など、カトリック独特の教室名・ホール名がある。クリスマスの校内の装飾はホームルーム委員会クリスマス委員が行う。一部の委員会や部活は姉妹校とも交流があり、ホームルーム委員会はビデオレターを送り合う習慣がある。

## 課業

### 編成
クラスは桜組・菊組・梅組・百合組と花の名前である。各クラス40～45名程度。毎年クラス替えがあるが、高2~高3はクラス替えをせず、担任も変わらない。希望進路別にクラス分けが行われることはない。

### 教育課程
必修の英語・数学に関しては英語は中学2年生、数学は中学3年生より習熟度別のクラスに分けられる。高校2年生から選択科目の化学、生物、古典、日本史なども、選択人数によっては習熟度別のクラスに分けられる。
高校2年の秋からは、放課後に受験対策講座という名の補講が開かれる科目もある（無料）。高校3年生の1学期終了後、夏休み初期は多くの科目で補講が行われ、選択科目の補講は基本的に受講必須である。

### 成績評価
成績は10段階評価で付けられる。原則、高校1年生の1学期の時点で数学の評価が8以上でないと理系には進むことができない。また同様に、数学の評価が7以上でないと国公立文系に進むことができない。高校は全体的に私立文系にとって充実したカリキュラムとなっている。毎学期終了時に担任との個別面談がある。主に中学生は学校の成績・学校生活について、高校生は学校の成績の他、学校で受験する河合塾や駿台・ベネッセの模擬試験の結果や進路についての面談となる。毎年夏には担任と保護者の面談もある。1学期中間試験後と2学期中間試験後の年2回、各学年の保護者会が行われる。保護者会では学年主任・各クラス担任・副担任が生活態度・成績等について保護者らにフィードバックを行う。高校3年生は1学期終了時の面接で受験の方式（一般、指定校推薦、公募推薦など）をある程度固める。高校3年生夏休み明けに指定校推薦の大学名・学部名・募集人数等が教室に貼り出される。

## 校則
校則が細かい。髪型はポニーテール、ツインテール、おさげ、肩に付かない程度のおかっぱのみとされている。授業中は、タブリエ（Tablier（フランス語））というエプロンか、ブルーズという校内着を着なければならない。スカートは膝下丈が望ましいとされる。学校帰りに制服のまま店などに立ち寄ることは禁止されている。学習塾や習い事にやむを得ず学校から直接向かわなければならない場合、学校に届け出て許可を得れば立ち寄りは可能である。2005年より学校に携帯電話を持って行くことができるようになったが、朝礼時に預けて終礼時に返却される。通学中は緊急時以外使用禁止で、校内で預けていないことや授業中・休み時間・通学中等に使用していることが発覚した場合反省文を提出しなければならない。携帯電話に限らず校紀を乱した者は先生に呼び出され、場合によっては反省文の提出を求められ、保護者が学校に呼び出されることもある。
また、SNSの利用も高いリテラシーを求められ、違反した場合は指導の対象となる。

## 活動
生徒会が2022年度に発足したが、2021年度までは代わりに「ホームルーム委員会」が存在していた。ホームルーム委員は各クラスから4名ずつ選挙または立候補により決まる。立候補者はスピーチと意気込みをクラスに伝える。
その他の委員会は毎年各クラスで希望者が加入する。聖ポーロ祭（文化祭）実行委員に関しては、希望者の中から学年全員の選挙によって選ばれる。
毎学期末考査最終日の終礼中に校内アンケートを行い、生徒たちの学校生活の現状を把握している。

## 学校行事
学校行事は入学式（4月）、体育大会（5月）、音楽コンクール（6月）、ミサ（6月、11月、12月、3月）、旅行（9月）、聖ポーロ祭（9月）、球技大会（2月）、送別会（3月）、卒業式（3月）などである。

## 施設
給食は出ないため弁当を持参する必要があるが、ほぼ毎日パンの販売がある。弁当の販売も行われている。当日の朝に専用のボックスに料金を入れて注文し、昼食の時間までに届くようになっている。校内にはパン・ブリックパック・ペットボトルの自販機も設置されている。
2011年には白百合ホールが建ち、ステンドグラスと緞帳は卒業生のデザインしたものである。

## 部活動
部活動・委員会は中学生・高校生一緒に活動する。部活は中1の1学期中間テスト後に入部し、多くの部活が高2の秋の文化祭後に引退となる。そのため、高校1年生の秋に部長・副部長・会計などの役職の引き継ぎを行う。高校生からしか入れない同好会もある。
（部活動節の主要な出典は公式サイト）

### 運動系
- ソフトボール部
- バスケットボール部
- バドミントン部
- バレーボール部
- 卓球部
- 新体操部

### 文科系
- 演劇部
- 英語部
- 管弦楽部
- 生物部
- 物理化学部
- 文芸部
- 社会同好会
- 写真部
- 放送部
- カトリック研究部
- 軽音楽部
- コーラス部
- 茶道部
- 美術部
- 書道部
- イラスト同好会
- CCF
- ESC
- かるた同好会

## 交通アクセス
学校付近からはJR・小田急藤沢駅行きのバス、JR大船駅行きの湘南モノレールが出ている。また少し歩くが江ノ島電鉄の江ノ島駅や小田急江ノ島線片瀬江ノ島駅を利用する生徒も多い。登校時・下校時は湘南モノレールが満員状態となることもある。自宅の最寄り駅から自宅までは自転車を使うことも可能である。
- 湘南モノレール江の島線片瀬山駅より徒歩5分
- 小田急江ノ島線片瀬江ノ島駅より徒歩20分
- 江ノ島電鉄線江ノ島駅より徒歩15分
- 江ノ電バス片瀬山入口より徒歩3分

## 著名な卒業生
- 原由美子（スタイリスト、幼稚園～高等学校）
- 細川佳代子（細川護熙夫人、小学校〜高等学校）
- 水沼淑子（建築史家、関東学院大学名誉教授）
- 香月弘美（宝塚歌劇団月組の元タカラジェンヌ）
- 松島三那子（元宝塚歌劇団所属の男役）
- 樋田慶子（女優）
- 甘糟記子（モデル・タレント、幼稚園〜高等学校）
- 大島由香里（フリーアナウンサー、元フジテレビ、小学校〜高等学校）
- 杉山愛（元プロテニスプレイヤー、中学校）
- 鎌田奈緒子（元セーリング選手）
- 高橋真紀子（元アナウンサー、テレビ朝日社員）
- 西川史子（医師、タレント、元セント・フォース、現ホリプロ、幼稚園～中学校）
- 西村麗子（元ミュージカル俳優、小学校～高等学校）
- 黒田夏子（芥川賞作家、小学校～高等学校）
- 檜原麻希（ニッポン放送代表取締役社長、中学校）
- 林田理沙（アナウンサー、NHK、幼稚園〜高等学校）
- 林美桜（アナウンサー、テレビ朝日、幼稚園〜高等学校）
- 柴田美奈（アナウンサー、東海テレビ放送）
- 多胡安那（気象予報士）
- みほとけ（お笑いタレント）
- 井口綾子（タレント、レプロエンタテインメント、幼稚園〜高等学校）[6]
- 根来由実（ヴァイオリニスト、小学校〜高等学校）
- 浅田好未（実業家、タレント、幼稚園〜高等学校）

## 関連学校

### 系列校
- 湘南白百合学園小学校
- 湘南白百合学園幼稚園

### 姉妹校
- 学校法人白百合学園
  - 函館白百合学園
  - 盛岡白百合学園
  - 仙台白百合学園、仙台白百合女子大学
  - 白百合学園
  - 八代白百合学園
  - 白百合女子大学（かつては白百合短期大学だった）
- 学校法人函嶺白百合学園
  - 函嶺白百合学園中学校・高等学校

### 関係校
- 聖ヨゼフ学園中学校・高等学校[7]